# Avenida Arthur Lange
A Avenida Arthur Lange é a principal via da cidade de Turuçu. Tem seu início nas proximidades do arroio Turuçu e fim na conexão com a estrada São Domingos. Uma parte de seu trecho cobre a antiga Rodovia Estadual que ligava Porto Alegre ao sul do Estado. Antes da emancipação era conhecida apenas pelo nome de Rua Um. No seu entorno a vila cresceu e se tornou cidade.
Sempre fora uma via de mão-dupla, em anos recentes parte de seu trajeto foi duplicado para favorecer a circulação de veículos e pedestres; a avenida e outras ruas estão em processo de calçamento e colocação de meio-fio . Ao longo da avenida encontram-se as praças   da cidade.